# واهرام ماناویان
واهرام ماناویان (به ارمنی: Վահրամ Մանաւեան)، (زادهٔ ۱۸۸۰ - درگذشته ۹ آوریل ۱۹۵۲) یک نقاش ارمنی بود.

## زندگی‌نامه
واهرام ماناویان در ۱۸۸۰ میلادی در شهر کنستانتینوپل زاده شد. او یکی از شش فرزند نویسنده بنام تیگران ماناویان (به ارمنی: Տիգրան Մանաւեան) بود. نقاشی را ابتدا نزد سیمون هاکوبیان آموخت و سپس ا ز آکادمی هنرهای زیبا فارغ‌التحصیل گردید. بعد از آن ماناویان به شهر پاریس در فرانسه رفت و در آکادمی ژولیان به آموختن نقاشی پرداخت. در سال ۱۹۱۱ به همراه خانواده اش به مصر مهاجرت نمود و در شهر اسکندریه اقامت گزید. او در آنجا به عنوان معلم هنر به تدریس نقاشی پرداخت. او به دلایل مالی کسب و کاری در اسکندریه برای خود بر پا کرد و به عنوان عکاس نیز به کار مشغول شد. ماناویان همزمان به خلق آثار هنری ادامه داد. او سپس به قاهره نقل مکان کرد و در سال ۱۹۳۴ نمایشگاه مشترکی با یرواند دمرجیان برگزار نمود. دومین نمایشگاه آثارش در سال ۱۹۵۱ در موزه هنرهای زیبا بر پا گردید. واهرام ماناویان  ۹ آوریل ۱۹۵۲ در شهر قاهره درگذشت و نقاشیهایش همچنان در سراسر دنیا به نمایش گذاشته می‌شوند.

## نگارخانه

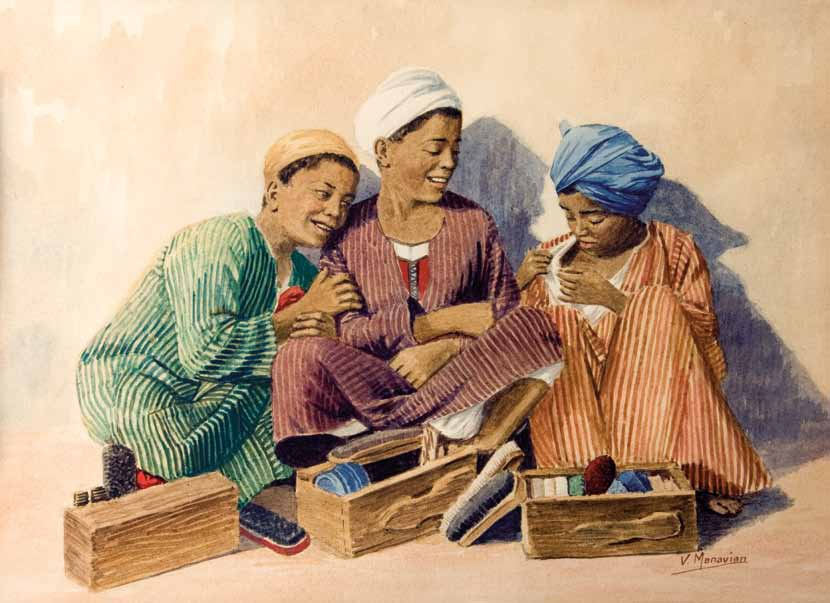